# حيلة رود (كوهباية الغربي)
حیلة رود (بالفارسية: حیله‌رود) هي منطقة سكنية تقع في إيران في قسم کوهبایة الغربي الریفي. يقدر عدد سكانها بـ 72 نسمة .